# جورجي بيتكوف (لاعب كرة قدم)
جورجي بيتكوف (بالبلغارية: Георги Петков)‏ هو لاعب كرة قدم بلغاري في مركز حراسة المرمى، ولد في 14 مارس 1976 في بازارجيك في بلغاريا. شارك مع منتخب بلغاريا لكرة القدم. أما مع النوادي، فقد لعب مع سلافيا صوفيا وليفسكي صوفيا.

## وصلات خارجية
- جورجي بيتكوف (لاعب كرة قدم) على موقع الاتحاد الأوربي (الإنجليزية)
- جورجي بيتكوف (لاعب كرة قدم) على موقع قاعدة بيانات كرة القدم.إي يو (الإنجليزية)
- جورجي بيتكوف (لاعب كرة قدم) على موقع ناشيونال فوتبول تيمز (الإنجليزية)
- جورجي بيتكوف (لاعب كرة قدم) على موقع Soccerway.com (الإنجليزية)
- جورجي بيتكوف (لاعب كرة قدم) على موقع عالم كرة القدم.نت (الإنجليزية)